# Argentiniens Fußballer des Jahres
In Argentinien wird seit 1970 ein Fußballer des Jahres gewählt. Die Auszeichnung wird alljährlich Mitte Dezember vom Circulo de Periodistas Deportivos, dem Kreis der Sportjournalisten, vergeben. Der offizielle Name der Auszeichnung ist Olimpia de Plata al Mejor Futbolista (spanisch etwa: Silberne Olimpia für den besten Fußballspieler). Sie ist Teil einer Reihe von Sportpreisen, die als Premios Olimpia bekannt sind.
Zur Wahl stehen Spieler mit argentinischer Staatsangehörigkeit und Ausländer, die in der argentinischen Primera División unter Vertrag stehen. Seit 2008 wird jeweils ein in Argentinien (Olimpia de Plata al Fútbol Local) und ein im Ausland spielender Spieler (Olimpia de Plata al Fútbol del Exterior) gekürt.
Erfolgreichster Spieler bislang ist Lionel Messi, der 2022 den vierzehnten Titel gewann, vor den viermaligen Preisträgern Diego Maradona und Juan Román Riquelme. Dreizehnmal erhielten ein Spieler des FC Barcelona, zehnmal Spieler der Boca Juniors, achtmal Spieler von River Plate und siebenmal von CA Independiente die Auszeichnung; diese Vereine stellten somit bisher die meisten Spieler.

## Alle Sieger

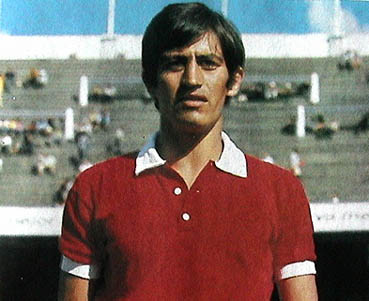
Héctor Yazalde, erster Preisträger

- Jahr: Nennt das Jahr, in dem die Auszeichnung verliehen wurde.
- Spieler: Nennt den Namen des Spielers in der Form Vorname, Nachname.
- Nationalität: Nennt die Staatsangehörigkeit des Spielers zu dem betreffenden Zeitpunkt.
- Verein: Nennt den Verein, bei dem der Spieler in der Saison unter Vertrag stand, in der er die Auszeichnung erhielt. Bei einem Wechsel innerhalb der Saison sind beide Vereine in chronologischer Reihenfolge angegeben. Bei Spielern, die außerhalb von Argentinien unter Vertrag standen, ist das betreffende Land ausgeschrieben und mit Flagge angegeben.
- Anmerkungen: Nennt bemerkenswerte Premieren sowie bemerkenswerte Auszeichnungen, die der Spieler in demselben Jahr erhielt, in dem er auch zu Argentiniens Fußballer des Jahres gewählt wurde.

Anmerkung: Die Liste ist sortierbar: durch Anklicken eines Spaltenkopfes wird die Liste nach dieser Spalte sortiert, zweimaliges Anklicken kehrt die Sortierung um. Durch das Anklicken zweier Spalten hintereinander lässt sich jede gewünschte Kombination erzielen.
| Jahr | Spieler                 | Nationalität | Verein                                  | Anmerkungen                                                                              |
| ---- | ----------------------- | ------------ | --------------------------------------- | ---------------------------------------------------------------------------------------- |
| 1970 | Héctor Yazalde          | Argentinien  | CA Independiente                        |                                                                                          |
| 1971 | José Pastoriza          | Argentinien  | CA Independiente                        |                                                                                          |
| 1972 | Ángel Bargas            | Argentinien  | CA Chacarita Juniors                    |                                                                                          |
| 1973 | Miguel Brindisi         | Argentinien  | CA Huracán                              |                                                                                          |
| 1974 | Miguel Ángel Raimondo   | Argentinien  | CA Independiente                        |                                                                                          |
| 1975 | Héctor Scotta           | Argentinien  | CA San Lorenzo de Almagro               |                                                                                          |
| 1976 | Daniel Passarella       | Argentinien  | River Plate                             |                                                                                          |
| 1977 | Ubaldo Fillol           | Argentinien  | River Plate                             |                                                                                          |
| 1978 | Mario Kempes            | Argentinien  | FC Valencia                             | erster nicht in Argentinien spielender Titelträger auch Südamerikas Fußballer des Jahres |
| 1979 | Diego Maradona          | Argentinien  | Argentinos Juniors                      | auch Argentiniens Sportler des Jahres auch Südamerikas Fußballer des Jahres              |
| 1980 | Diego Maradona          | Argentinien  | Argentinos Juniors                      | auch Südamerikas Fußballer des Jahres                                                    |
| 1981 | Diego Maradona          | Argentinien  | Boca Juniors                            |                                                                                          |
| 1982 | Hugo Gatti              | Argentinien  | Boca Juniors                            |                                                                                          |
| 1983 | Ricardo Bochini         | Argentinien  | CA Independiente                        |                                                                                          |
| 1984 | Alberto Márcico         | Argentinien  | Ferro Carril Oeste                      |                                                                                          |
| 1985 | Enzo Francescoli        | Uruguay      | River Plate                             | erster ausländischer Titelträger                                                         |
| 1986 | Diego Maradona          | Argentinien  | SSC Neapel                              | auch Argentiniens Sportler des Jahres auch Südamerikas Fußballer des Jahres              |
| 1987 | Néstor Fabbri           | Argentinien  | Racing Club                             |                                                                                          |
| 1988 | Rubén Paz               | Uruguay      | Racing Club                             | auch Südamerikas Fußballer des Jahres                                                    |
| 1989 | Carlos Alfaro Moreno    | Argentinien  | CA Independiente                        |                                                                                          |
| 1990 | Sergio Goycochea        | Argentinien  | Millonarios FC / Racing Club            |                                                                                          |
| 1991 | Óscar Ruggeri           | Argentinien  | CA Vélez Sarsfield                      | auch Argentiniens Sportler des Jahres auch Südamerikas Fußballer des Jahres              |
| 1992 | Luis Islas              | Argentinien  | CA Independiente                        |                                                                                          |
| 1993 | Ramón Medina Bello      | Argentinien  | River Plate                             |                                                                                          |
| 1994 | Carlos Navarro Montoya  | Argentinien  | Boca Juniors                            |                                                                                          |
| 1995 | Enzo Francescoli        | Uruguay      | River Plate                             | auch Südamerikas Fußballer des Jahres                                                    |
| 1996 | José Luis Chilavert     | Paraguay     | CA Vélez Sarsfield                      | auch Südamerikas Fußballer des Jahres                                                    |
| 1997 | Marcelo Salas           | Chile        | River Plate                             | auch Südamerikas Fußballer des Jahres                                                    |
| 1998 | Gabriel Batistuta       | Argentinien  | AC Florenz                              |                                                                                          |
| 1999 | Javier Saviola          | Argentinien  | River Plate                             | auch Südamerikas Fußballer des Jahres                                                    |
| 2000 | Juan Román Riquelme     | Argentinien  | Boca Juniors                            |                                                                                          |
| 2001 | Juan Román Riquelme     | Argentinien  | Boca Juniors                            | auch Südamerikas Fußballer des Jahres                                                    |
| 2002 | Gabriel Milito          | Argentinien  | CA Independiente                        |                                                                                          |
| 2003 | Carlos Tévez            | Argentinien  | Boca Juniors                            | auch Südamerikas Fußballer des Jahres                                                    |
| 2004 | Carlos Tévez            | Argentinien  | Boca Juniors                            | auch Argentiniens Sportler des Jahres auch Südamerikas Fußballer des Jahres              |
| 2005 | Lionel Messi            | Argentinien  | FC Barcelona                            |                                                                                          |
| 2006 | Juan Sebastián Verón    | Argentinien  | Inter Mailand / Estudiantes de La Plata |                                                                                          |
| 2007 | Lionel Messi            | Argentinien  | FC Barcelona                            |                                                                                          |
| 2008 | Juan Román Riquelme     | Argentinien  | Boca Juniors                            |                                                                                          |
| 2008 | Lionel Messi            | Argentinien  | FC Barcelona                            |                                                                                          |
| 2009 | Juan Sebastián Verón    | Argentinien  | Estudiantes de La Plata                 | auch Südamerikas Fußballer des Jahres                                                    |
| 2009 | Lionel Messi            | Argentinien  | FC Barcelona                            |                                                                                          |
| 2010 | Juan Manuel Martínez    | Argentinien  | CA Vélez Sarsfield                      |                                                                                          |
| 2010 | Lionel Messi            | Argentinien  | FC Barcelona                            |                                                                                          |
| 2011 | Juan Román Riquelme     | Argentinien  | Boca Juniors                            |                                                                                          |
| 2011 | Lionel Messi            | Argentinien  | FC Barcelona                            | auch Argentiniens Sportler des Jahres                                                    |
| 2012 | Lisandro Ezequiel López | Argentinien  | Arsenal de Sarandí                      |                                                                                          |
| 2012 | Lionel Messi            | Argentinien  | FC Barcelona                            |                                                                                          |
| 2013 | Maxi Rodríguez          | Argentinien  | CA Newell’s Old Boys                    |                                                                                          |
| 2013 | Lionel Messi            | Argentinien  | FC Barcelona                            |                                                                                          |
| 2014 | Lucas Pratto            | Argentinien  | CA Vélez Sarsfield                      |                                                                                          |
| 2014 | Ángel Di María          | Argentinien  | Real Madrid / Manchester United         |                                                                                          |
| 2015 | Marco Ruben             | Argentinien  | CA Rosario Central                      |                                                                                          |
| 2015 | Lionel Messi            | Argentinien  | FC Barcelona                            |                                                                                          |
| 2016 | Fernando Belluschi      | Argentinien  | CA San Lorenzo de Almagro               |                                                                                          |
| 2016 | Lionel Messi            | Argentinien  | FC Barcelona                            |                                                                                          |
| 2017 | Darío Benedetto         | Argentinien  | Boca Juniors                            |                                                                                          |
| 2017 | Lionel Messi            | Argentinien  | FC Barcelona                            |                                                                                          |
| 2018 | Gonzalo Martínez        | Argentinien  | River Plate                             |                                                                                          |
| 2019 | Lionel Messi            | Argentinien  | FC Barcelona                            |                                                                                          |
| 2020 | Lionel Messi            | Argentinien  | FC Barcelona                            |                                                                                          |
| 2021 | Lionel Messi            | Argentinien  | Paris Saint-Germain                     | auch Argentiniens Sportler des Jahres                                                    |
| 2022 | Lionel Messi            | Argentinien  | Paris Saint-Germain                     | auch Argentiniens Sportler des Jahres                                                    |

### Erfolgreichste Spieler

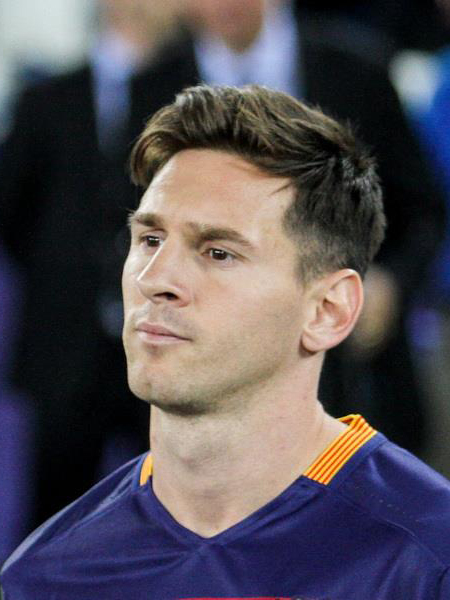
Lionel Messi: Erfolgreichster Spieler

| Spieler              | Anzahl |
| -------------------- | ------ |
| Lionel Messi         | 14     |
| Diego Maradona       | 4      |
| Juan Román Riquelme  | 4      |
| Enzo Francescoli     | 2      |
| Carlos Tévez         | 2      |
| Juan Sebastián Verón | 2      |

Fettdruck: aktive Spieler

### Erfolgreichste Vereine
| Verein                    | Anzahl |
| ------------------------- | ------ |
| FC Barcelona              | 13     |
| Boca Juniors              | 10     |
| River Plate               | 8      |
| CA Independiente          | 7      |
| CA Vélez Sarsfield        | 4      |
| Racing Club               | 3      |
| Argentinos Juniors        | 2      |
| Estudiantes de La Plata   | 2      |
| CA San Lorenzo de Almagro | 2      |
| Paris Saint-Germain       | 2      |